# Riserva di conservazione del deserto di Dubai
La Riserva di Conservazione del Deserto di Dubai, o Dubai Desert Conservation Reserve (DDCR) (in arabo  محمية دبي الصحراوية‎?), è un'area naturale protetta degli Emirati Arabi, istituita nel 2003, che si trova nell'area sud-orientale dell'Emirato di Dubai.

## Storia dell'area
Nel 1999 venne costituito il Al Maha Desert Resort, un resort a 5 stelle con annessa una riserva di conservazione (Al Maha Nature Reserve) di 27 km², posto nell'oasi di Al Maha nell'area desertica nella comunità di Remah a sud-est di Dubai, che voleva offrire ai suoi ospiti l'emozione di un soggiorno in pieno deserto con i confort di un hotel di lusso. Nella riserve vennero piantati 6.000 alberi e arbusti tipici della regione e reintrodotti 70 orici d'Arabia.
Negli anni successivi la società che gestiva il resort presentò al governo una serie di proposte volte alla formazione di un parco nazionale nell'area della riserva. Tali proposte vennero accettate e venne pertanto costituito il Dubai Conservation Board con il compito di predisporre tutto il necessario alla costituzione fisica della riserva. In questo ambito venne anche formalizzaato un accordo di sponsorizzazione quinquennale con la compagnia aerea Emirates, del valore iniziale di 14 milioni di dollari, per la realizzazione della infrastruttura iniziale e avviare i lavori.
Nel 2003, in base alla legge n. 11 sull'istituzione di aree protette nell'Emirato di Dubai, venne costituita la Dubai Desert Conservation Reserve (DDCR) con una superficie di circa 226 chilometri quadrati, inglobando al suo interno la riserva dell'Al Maha Resort.
La DDCR venne definita riserva della natura dal deecreto reale numero 22 del 2014 emesso dallo sceicco Mohammed bin Rashid Al Maktum, sovrano di Dubai.
Nel 2017 l'area viene definita Important Bird and Biodiversity Area e inserita da BirdLife International nella apposita lista dei siti da proteggere per la biodiversità e la salvaguardia degli uccelli.
Nel 2018 la DDCR è stata inserita nella lista dei siti candidati alla IUCN Green List.
Nel 2019 il Dubai Conservation Board ha redatto un piano di gestione quinquennale della riserva per armonizzare tutti gli obiettivi di sviluppo dell'area in una logica di corretta conservazione dei vari habitat naturali presenti.
Nel 7 febbraio 2023 la Emirates Group, società madre della compagnia aerea Emirates, ha rinnovato l'accordo con la Municipalità di Dubai per la gestione della Dubai Desert Conservation Reserve.
Al fine promuovere il reciproco interesse nei campi della ricerca, della formazione e dello sviluppo e diffusione della conoscenza la DDCR ha stretto una serie di partnership con prestigiose istituzioni quali: l'Università di Malaga, la Sorbonne Université Abu Dhabi, l'Università Ceca di scienze della vita di Praga, l'Università di Loughborough, l'Università di Coimbra e la Zayed University degli UAE.
La DDCR è anche membro dell'UNEP, il Programma delle Nazioni Unite per l'ambiente.

## Territorio
La Riserva di Conservazione del Deserto di Dubai si trova nella zona sud-orientale di Dubai, nel Settore 8, presso il confine con l'Emirato di Sharja, di cui occupa 226 km² che ne fanno la seconda area protetta più grande di Dubai.
Dal punto di vista amministrativo la riserva ricade in tutto o in parte nel territorio delle comunità di: Yaraah, Margab, Remah, Umm Eselay e Al Maha.
Ci sono diversi punti di accesso alla riserva: tre lungo il confine orientale chiamati Sahara 1 (nord), Sahara 2 (centro), Sahara 3 (sud) e sei lungo il confine occidentale chiamati Nazwa e Alpha (nella zona settentrionale), Margham, Murquab e Al Maha (nella zona centrale) e Faqah (nella zona meridionale).
Il territorio costituisce, insieme alla contigua Riserva di conservazione del deserto di Al Marmoom, la propaggine nord-orientale del Rub' al-Khali (letteralmente "il quartiere vuoto") il deserto sabbioso più grande del mondo che occupa una gran parte della zona meridionale della penisola arabica. Questo deserto è un bacino sedimentario che si estende lungo un asse da sud-ovest a nord-est attraverso la piattaforma araba. La sabbia ricopre pianure di ghiaia o gesso e le dune raggiungono altezze massime fino a 250 m. Le sabbie sono prevalentemente silicati, composte dall'80 al 90% di quarzo e il restante feldspato, i cui granelli rivestiti di ossido di ferro colorano le sabbie di arancione, viola e rosso.
L'altezza sul livello del mare varia fra un minimo di 164 m ad un massimo di 283 m. con un valore medio di 213,4 m slm.
La temperatura minima oscilla fra i 9-13 °C di gennaio e dicembre e i 28-29 °C di giugno-agosto. Le temperature massime negli stessi periodi sono di circa 26-27 °C e 42 °C rispettivamente. I mesi più piovosi sono febbraio e marzo, mentre quelli più asciutti sono fra giugno e ottobre, con rispettivamente una media di 40-33 mm e 2-3 mm per mese.

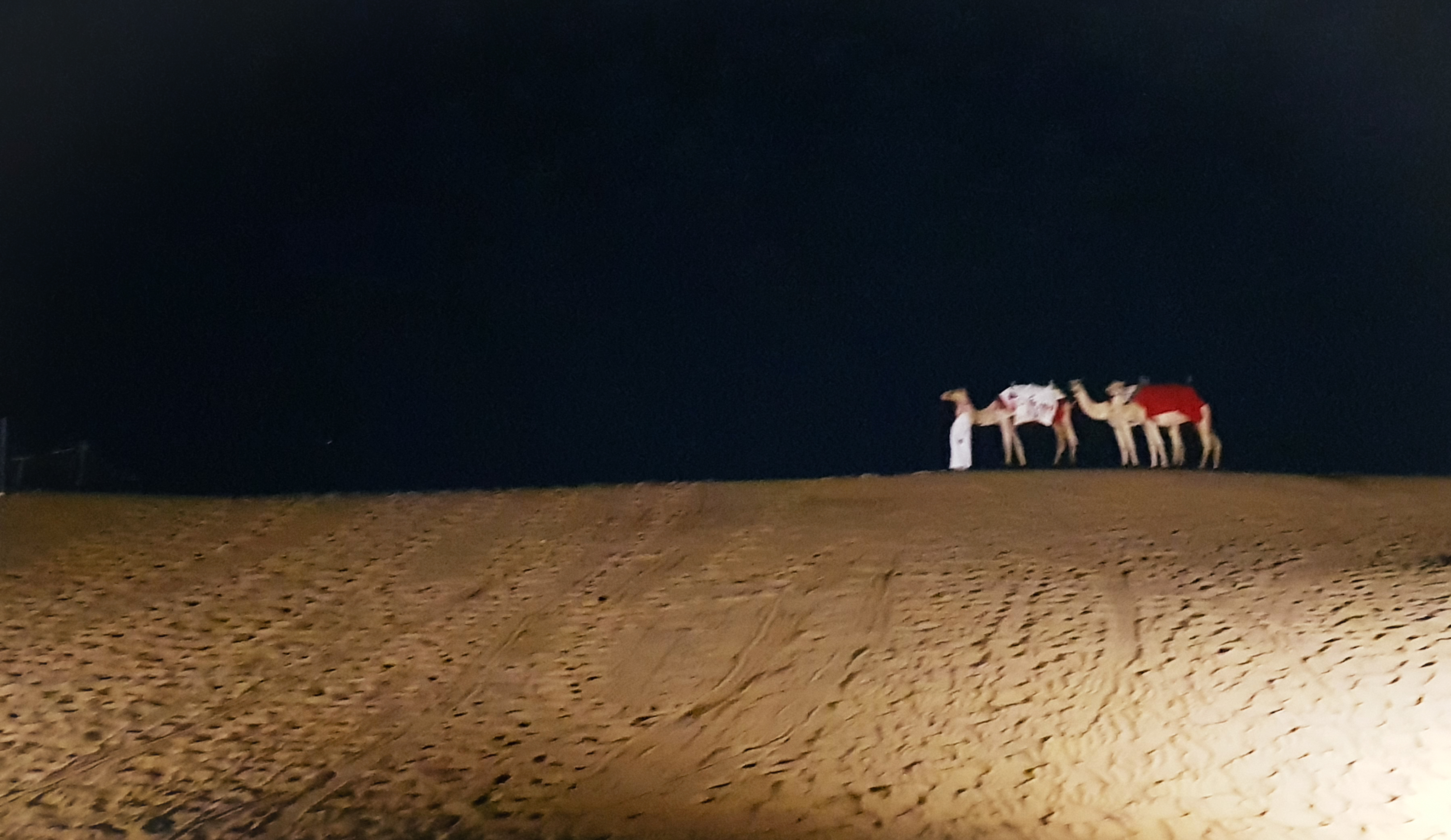
Safari nel Deserto

In linea con le pratiche di conservazione internazionali, la Riserva è suddivisa in quattro zone, ciascuna con un piano di utilizzo definito:
- Zona 1 (Zona selvaggia). In quest'area non è consentito nessun intervento umano, ad eccezione dell'ingresso per scopi di ricerca e osservazione.
- Zona 2 (Zona di riabilitazione). In quest'area l'intervento umano è limitato alle infrastrutture che supportano i programmi di habitat e fauna selvatica, come punti di abbeveraggio o postazioni di alimentazione. Qui possono essere seminate/piantate specie vegetali autoctone.
- Zona 3 (Zona di attività ecoturistiche). Le aree di questa zona sono riservate ad attività a basso impatto ambientale, come passeggiate nella natura e passeggiate a dorso di cammello e cavallo. Queste aree sono limitate, con solo il due percento delle aree assegnate utilizzate per lo sviluppo. La capacità dei visitatori è fissata a 0,5 chilometri quadrati per visitatore, al giorno.
- Zona 4 (Zona di sviluppo e ricreazione). Questa zona è composta da aree riservate alle escursioni ricreative nel deserto. Solo gli operatori di safari con sede a Dubai approvati con guide qualificate e registrate sono autorizzati a condurre escursioni e organizzare piccoli campi con cena sulle dune in queste aree. Le escursioni su quattro ruote sono limitate a percorsi pre-programmati.

L'area ricade all'interno della ecoregione del Deserto arabico e macchia xerofila saharo-arabica. Gli habitat principali dell'area sono: pianure di sabbia e ghiaia e dune.

## Biodiversità
La diversità di specie è uno degli elementi per raggiungere la sostenibilità della riserva. Una serie di indagini di base hanno portato alla identificazione di 74 specie di piante, 18 specie di mammiferi, 26 specie di rettili, 140 specie di uccelli e oltre 100 specie di artropodi.
Fra le specie di uccelli ci sono:

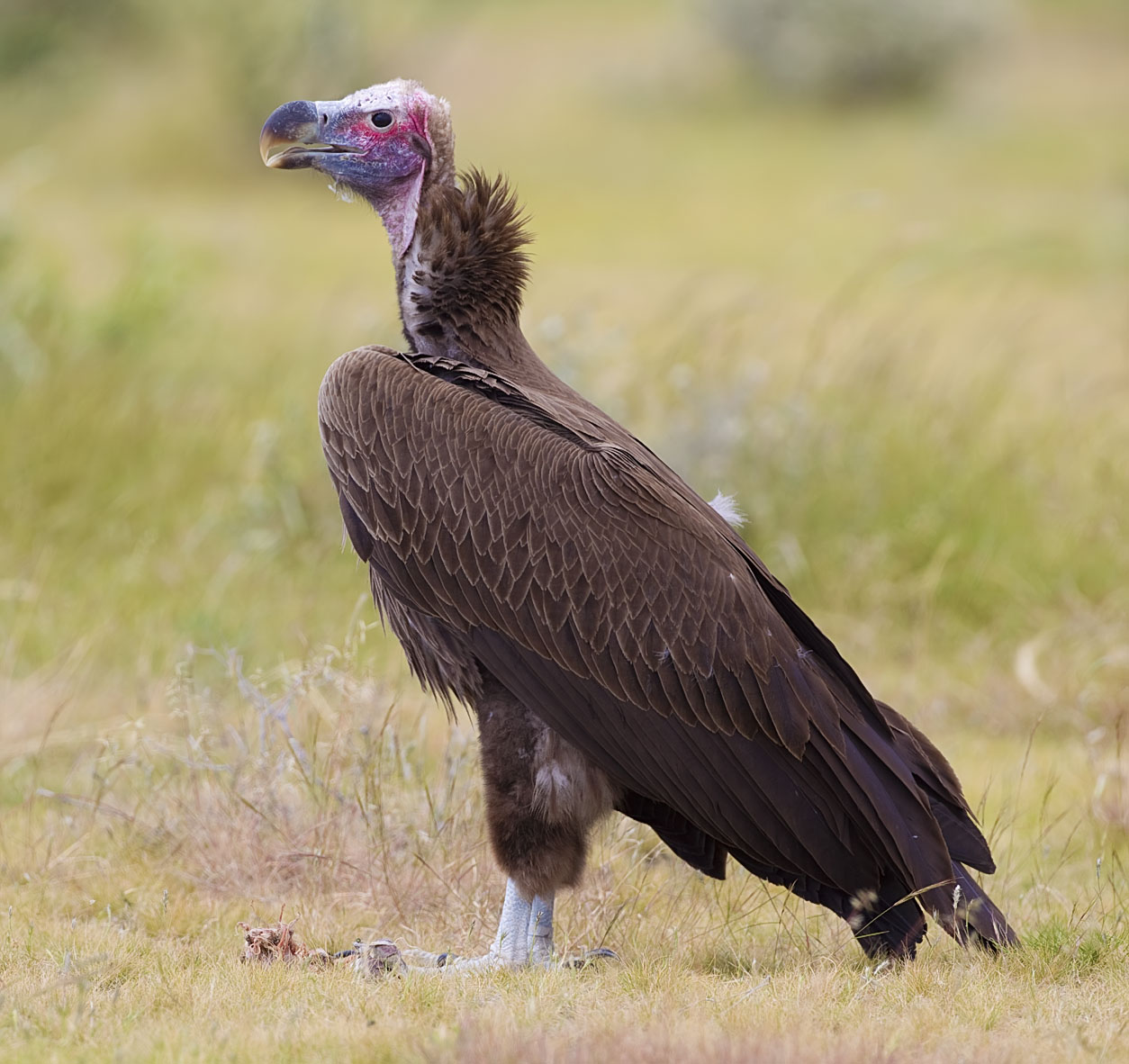
Torgos tracheliotos

- l'avvoltoio orecchiuto (Torgos tracheliotos), una specie di avvoltoio del Vecchio Mondo in pericolo di estinzione inserita nella Lista rossa IUCN[16];
- l'ubara asiatica (Chlamydotis macqueenii), un uccello migratore caratteristico dei deserti e dei terreni semi-aridi dell'Asia e dal Medio Oriente. È classificato nella lista IUCN come "vulnerabile"[17];
- il gufo reale del deserto (Bubo ascalaphus), un uccello rapace della famiglia Strigidae diffuso nell'Africa subsahariana e penisola arabica.[18];

Fra i mammiferi le specie più caratteristiche sono:
- l'orice d'Arabia (Oryx leucoryx). Questa specie, reintrodotta nella riserva nel 1999, si è riprodotta notevolmente raggiungendo i 400 esemplari;
- la gazella arabica (Gazella arabica), presente con circa 300 esemplari;
- la gazzella delle sabbie (Gazella marica), presente con circa 100 esemplari.

Infine fra i rettili troviamo:
- geco dagli occhi a rana (Teratoscincus scincus);
- lucertola dalle dita frangiate (Acanthodactylus schmidti).

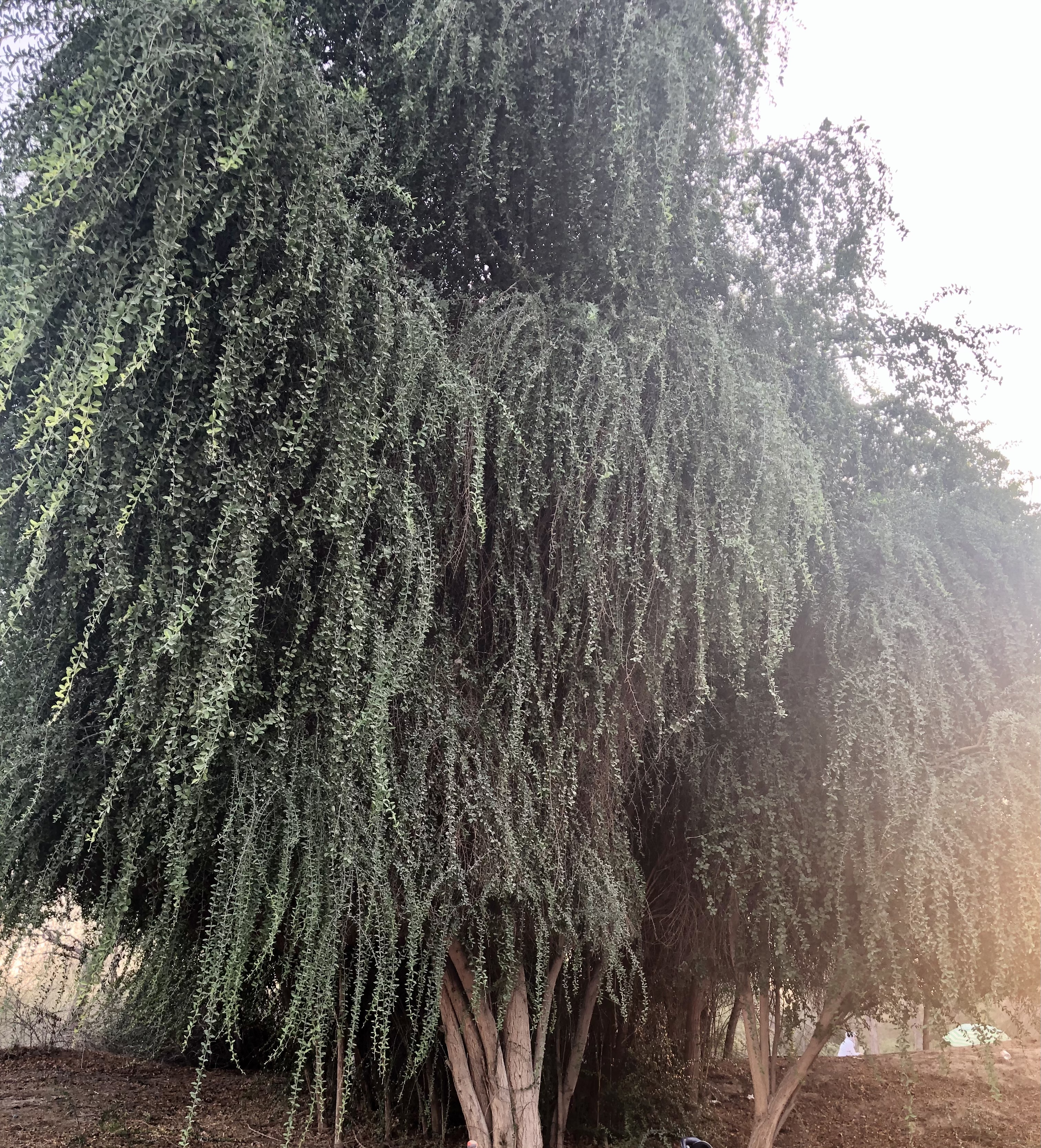
Ghaf (Prosopis cineraria). Albero nazionale degli Emirati Arabi Uniti

La diversità floreale prevede specie arboree, arbustive e graminacee. Fra le specie più caratteristiche ci sono:
- ghaf (Prosopis cineraria). È un albero sempreverde appartenente alla famiglia delle Mimosaceae. Estremamente resistente alla siccità, cresce in aree con precipitazioni annuali inferiori a 75 mm e temperature fino a 50°C. Il Ghaf è stato dichiarato albero nazionale degli Emirati Arabi Uniti nel 2008, per il suo significato culturale, storico e ambientale.[20]
- Calotropis procera, detto anche Melo di Sodoma. È un arbusto sempreverde appartenente alla famiglia delle Apocynaceae. Può raggiungere i 5 m di altezza.
- Haloxylon salicornicum. È un arbusto nano perenne alto fino a 150 cm. appartenente alla famiglia delle Amaranthaceae.
- Pennisetum divisum, detto anche Erba setola. È una pianta perenne della famiglia delle Poaceae lunga dai 20 ai 40 cm.